# Chi Cassiopeiae
Désignations
Chi Cassiopeiae (χ Cassiopeiae / χ Cas) est une étoile géante de la constellation boréale de Cassiopée. Elle est visible à l'œil nu avec une magnitude apparente de 4,70. L'étoile présente une parallaxe annuelle de 15,67 mas telle que mesurée par le satellite Hipparcos, ce qui permet d'en déduire qu'elle est distante d'environ ∼ 208 a.l. (∼ 63,8 pc) de la Terre. À cette distance, sa magnitude visuelle est diminuée de 0,18 en raison du facteur d'extinction créé par la poussière interstellaire présente sur le trajet de sa lumière. L'étoile s'éloigne du Système solaire à une vitesse radiale héliocentrique de +6,7 km/s.
Chi Cassiopeiae est une géante jaune de type spectral G9 IIIb dont l'âge est estimé à un milliard d'années. Il s'agit d'une étoile du red clump, qui génère son énergie par la fusion de l'hélium dans son noyau. L'étoile est environ deux fois plus massive que le Soleil et son rayon s'est étendu jusqu'à ce qu'il devienne onze fois plus grand que le rayon solaire. Elle est près de 68 fois plus lumineuse que le Soleil et sa température de surface est de 4 746 K.